# Mjory

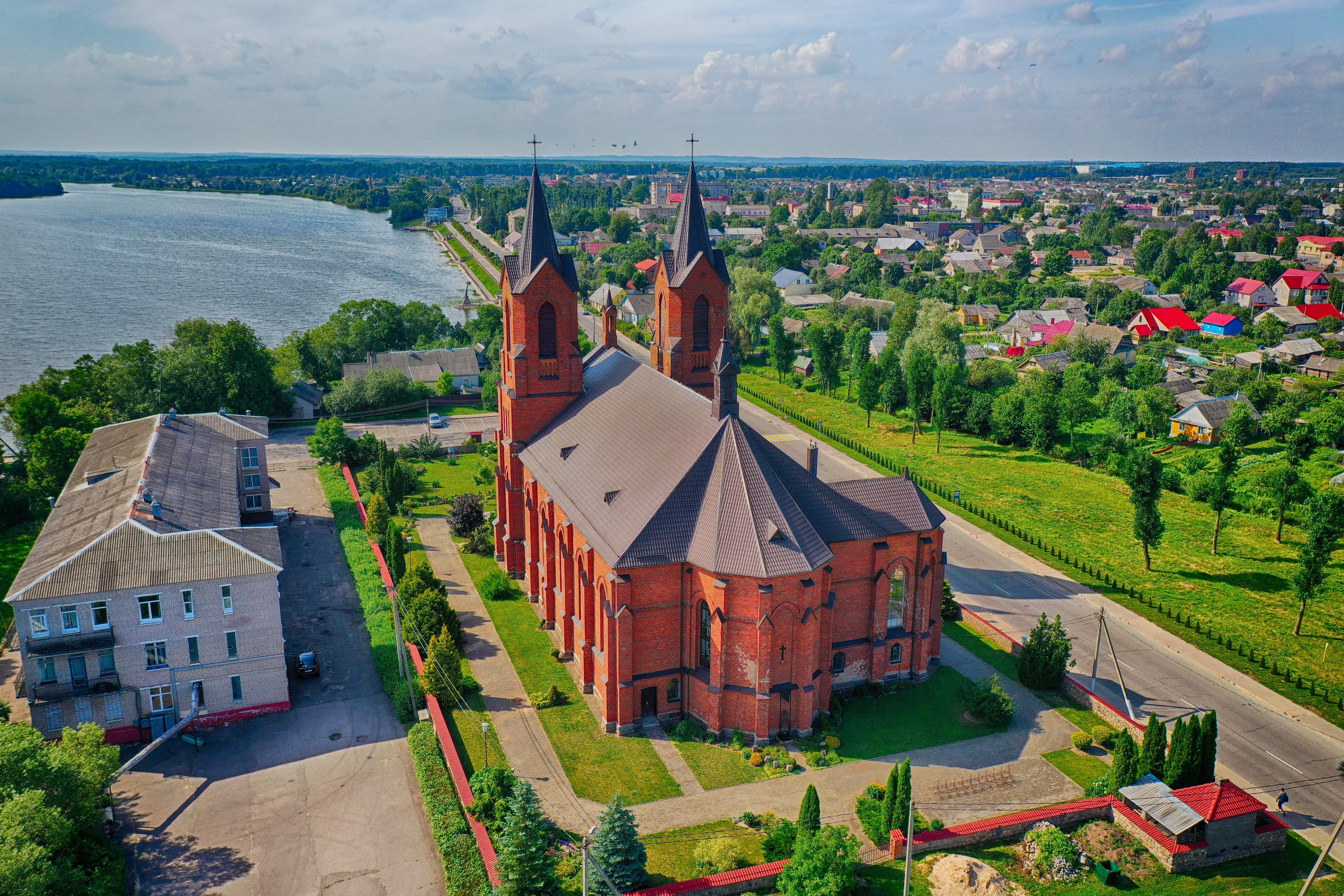
Mjory - Blick auf die Himmelfahrtskirche

Mjory (auch Miory, belarussisch Мёры, polnisch Miory, litauisch Mėrai) ist eine Stadt in der Wizebskaja Woblasz im Norden von Belarus mit ca. 10.900 Einwohnern. Sie liegt am Ostufer des Mjory-Sees.
Die Stadt Mjory ist das administrative Zentrum des Rajons Mjory. Es befindet sich ca. 190 km von Wizebsk und 245 km von der Hauptstadt Minsk entfernt.

## Geschichte
Der Ort wurde 1514 zum ersten Mal schriftlich erwähnt. Im Jahr 1691 wurde die erste katholische Kirche in Mjory aus Holz gebaut.
1864 nahmen die Mjoryer Einwohner am Januaraufstand teil.
Seit September 1939 gehört Mjory zu Belarus.

## Wappen
Beschreibung: In Blau über drei silbernen Wellenbalken ein flügelschlagender goldgeschnäbelter silberner aufwachsender Schwan.